# Andréi Voznesenski
Andréi Andréyevich Voznesenski (en cirílico ruso: Андре́й Андре́евич Вознесе́нский) (12 de mayo de 1933 - 1 de junio de 2010, Moscú). Fue un destacado poeta ruso.

## Biografía
Tras haber realizado estudios de arquitectura en la capital soviética, se dio a conocer en la época que Ilyá Ehrenburg denominara del deshielo, junto con otros jóvenes como Yevgueni Yevtushenko y Róbert Rozhdéstvenski con una primera selección de sus poemas en los que, al lado de una técnica innovadora en el plano formal (superposición estrófica, elipsis, barroquismo metafórico, etc.), plantea un lirismo metafísico y simbolista, bien lejano del realismo socialista de anteriores generaciones poéticas. Dentro de esa tónica intimista y original, ha publicado Los amos (1958), Mosaico (1960), Parábola (1960), La pera triangular (1962), Antimundos (1964) y La sombra del sonido (1970). En 1972 Andréi Voznesenski eligió como tema la historia de amor de Nikolái Rezánov y Concepción Argüello y escribió su poema famoso Juno y Avós. En 1979, basándose en el poema, el compositor Alekséi Rýbnikov escribió una de las primeras óperas rock rusas.
Fue galardonado con el Premio Estatal de la URSS en 1978, fue elegido miembro honorario de la Academia Estadounidense de las Artes y las Letras y Academia Goncourt.
Se bautizó con su nombre a un planeta menor 3723 Voznesenskij, descubierto por el astrónomo soviético Nikolái Chernyj en 1976.

## Obras
Poemas
- "Мастера" 1959 - "Los maestros"
- "Лонжюмо" 1963 - "Longjumeau"
- "Oза" 1964 - "Oza"
- "Авось!" 1972 - "Quizás" (Juno y Avós)
- "Вечное мясо" 1977 - "Carne eterna"
- "Andréi Polisádov" 1979
- "Ров" 1986 - "El foso"
- "Россия воскресе" 1993 - "Rusia resucitada"
- "Последние семь слов Христа" 1999 - "Las siete últimas palabras de Cristo"

En antologías
- Poesía soviética rusa 1965 (traducción Nicanor Parra)

Libros de versos
- «Мозаика» (1960) - Mosaico
- «Парабола» (1960) - Parábola
- «Треугольная груша» (1962) - La pera triangular
- «Антимиры» (1964) - Antimundos
- «Мой любовный дневник» (1965, Flegon) - "Mi diario de amor"
- «Ахиллесово сердце» (1966) - Corazón de Aquiles
- «Тень звука» (1970) - La sombra del sonido
- «Взгляд» (1972) - La mirada
- «Выпусти птицу» (1974) - Pon el pájaro en libertad
- «Дубовый лист виолончельный» (1975) - Hoja de roble del violonchelo
- «Витражных дел мастер» (1976) (Premio Estatal de la URSS, 1978) - El maestro de vitrales
- «Соблазн» (1978) - Tentación
- «Избранная лирика» (1979) - Lírica escogida
- «Безотчётное» (1981) - Lo instintivo
- «Иверский свет» (1984) - La luz de Iviron
- «10, 9, 8, 7…» (1987)
- «Аксиома самоиска» (1990) - El axioma de búsqueda de sí mismo
- «Россія, Poesía» (1991) - Rusia, Poesía
- «Видеомы» (1992) - Videomas (forma experimental ligando versos con imágenes visuales)
- «Гадание по книге» (1994) - Adivinación con el libro
- «Не отрекусь» (1996) - No abjuré
- «Casino „Россия“» (1997)- Casino Rusia
- «На виртуальном ветру» (1998) - En el viento virtual
- «Страдивари сострадания» (1999) - Stradivari de compasión
- «Стихи. Поэмы. Переводы. Эссе» (1999) - Versos. Poemas. Traducciones. Ensayos.
- «Жуткий кризис „Суперстар“» (1999) - La crisis grave "Superstar"
- «Стихотворения. Поэмы. Проза» (2000) - Versos. Poemas. Prosa.
- «Девочка с персингом» (2000) - Muchacha con piercing
- «Лирика» (2000) - Lírica
- «Моя Россия» (2001) - Mi Rusia
- «Лирика» (2003) - Lírica
- «Избранное» (2003) - Obras escogidas
- «Возвратитесь в цветы!» (2004) - ¡Volved a las flores!
- «Избранное» (2006) - Obras escogidas
- «Стихотворения» (2006) - Versos

Prosa
- "Прорабы духа" (1984) - Jefes de construcción del espíritu

## Premios y condecoraciones
- Premio Estatal de la URSS 1978 para El amo de vitrales
- Premio SVP (Veladas Poéticas en Struga) (macedónico: Струшки Вечери на Поезијата, СВП; tr. Struški Večeri na Poezijata, SVP) (Macedonia, 1984)